# Фурман, Александр Яковлевич
Александр Яковлевич Фурман (род. 1974, Москва) — советский и российский шашист (международные шашки). Один из сильнейших шашистов на рубеже 1980—1990-х годов. Международный гроссмейстер (1992). 
Член сборных СССР и России. Участник чемпионатов мира (1992 — 9 место), Европы (1992 — 4-е место), СССР (1991 — 5-е место) по стоклеточным шашкам. Бронзовый (1990) и cеребряный (1991) призёр первенств мира среди юниоров, бронзовый (1988) и серебряный (1989) призёр первенств мира среди кадетов.
Учился в МИИТе.
Последний международный турнир — в 1994 году.
С 1995 года — в Германии.
FMJD-Id: 10163.